# Berzosa del Lozoya
Berzosa del Lozoya település Spanyolországban, Madrid tartományban. Berzosa del Lozoya Puebla de la Sierra, Robledillo de la Jara és Puentes Viejas községekkel határos. Lakosainak száma 231 fő (2024).

## Népesség
A település népessége az utóbbi években az alábbiak szerint változott:
| Lakosok száma | 131  | 172  | 190  | 226  | 227  | 189  | 203  | 205  | 227  | 231  |
|               | 2001 | 2004 | 2007 | 2009 | 2012 | 2014 | 2017 | 2019 | 2022 | 2024 |